# Nour Emam
Nour Emam és una educadora sexual, doula i empresària egípcia. És coneguda per ser cofundadora, l'any 2020, de l'empresa Motherbeing, una tecnològica dedicada a la salut de la dona.
Emam, que compta amb un màster en art sonor, havia sigut productora de música electrònica. L'any 2019, va tenir una filla, nascuda per cesària, i va patir depressió postpart i trastorn per estrès posttraumàtic. Va ser llavors quan va començar a estudiar sobre salut sexual i reproductiva i el cicle d'embaràs, part i puerperi. Va convertir-se en doula, tasca que va compaginar amb la creació de contingut digital d'aquest àmbit, en àrab.
Davant l'èxit del seu canal, va fer un pas endavant i va crear Motherbeing el gener de 2020, una plataforma amb informació sobre el cos femení, cicle menstrual, mètodes anticonceptius, gestació, etc. El 2023, gràcies a un conveni amb un hospital del Caire, Motherbeing va obrir una clínica especialitzada, i les usuàries poden concertar consultes a través de l'aplicació. A més, ha creat un pòdcast que es troba entre els més escoltats en la regió d'Orient Mitjà i Nord d'Àfrica.
Pel seu treball per a facilitar l'accés a dades fidedignes sobre sexualitat femenina i reproducció, en un context cultural patriarcal, va ser inclosa per la BBC en la llista 100 Women de 2024.